# パロス島
パロス島（パロスとう、ギリシア語: Πάρος / Paros ; イタリア語：Paro）は、エーゲ海の中央に浮かぶギリシャの島。キクラデス諸島の1つで、ナクソス島の西、海峡を挟んで約8kmのところにある。本土のピレウス（アテネ）からは南東約100kmの位置にある。現在のパロス島はヨーロッパの旅行者にとって有名なホットスポットの1つである。パロスの自治体は沖合の多くの無人島を含み、その広さは196.308 km²にも及ぶ。最も近い自治体は南西にあるアンティパロス島である。パロス島は美しい白大理石のでも知られ、磁器やマーブルに世界中で使われるパリアン（Parian）という言葉を生んだ
。

## 地理
パロス島の地理座標は北緯37°5'東経25° 10'である。
- 地図（Coordinates）: 北緯37度05分00秒 東経25度10分00秒 / 北緯37.08333度 東経25.16667度

島の面積は165km2。北東から南東に向かって、長さ21km、幅16km。島の輪郭はぽっちゃりした洋梨形である。1つしかない山（標高724m）から、海沿いの平地に向かって、全方位に均等に斜面が続いている。平地で最も広いのは北東側と南西側である。パロス島は大理石でできているが、2、3の場所から片麻岩、雲母片岩が見つかっている。西の方に小さい姉妹島アンティパロス島がある。2島の間の海峡は最も狭いところだと2kmもない。カーフェリーが一日中往復している（パリキアの4.8マイル南にあるポウンダから発着）。さらにパロス島の周囲には12の小島がある。
パロス島には多くの浜辺がある。東海岸のドリオスの近くのChrissí Aktí（en:Golden Beach, Greece）、ポウンダ、Logaras、Piso Livadi、ナウサ湾、パリキア、アギア・イリニ。パロス島とナクソス島との海峡には常に強い風が吹いていて、ウィンドサーフィンには最適の環境である。

### 周辺の島々
- Gaiduronisi島 - Xifaraの北
- Portes島 - パロスの町の西
- Tigani島 - パロス自治体の南西
- Drionisi島 - パロス自治体の最南端

## 歴史

### 古代
パロス島にパラシアのパロスが1人で入植し、それからアルカディアの植民団を連れてきた話は、ギリシャの伝説の中に多くある語源研究の1つである。この島の古代の名前は、プラティア（Plateia or Pactia）、デメトリアス（Demetrias）、ストロンギリ（Strongyli, 島の形から「円い」という意味）、ヒュリア（Hyria）、Hyleessa、ミノア（Minoa）、Cabarnisであった。

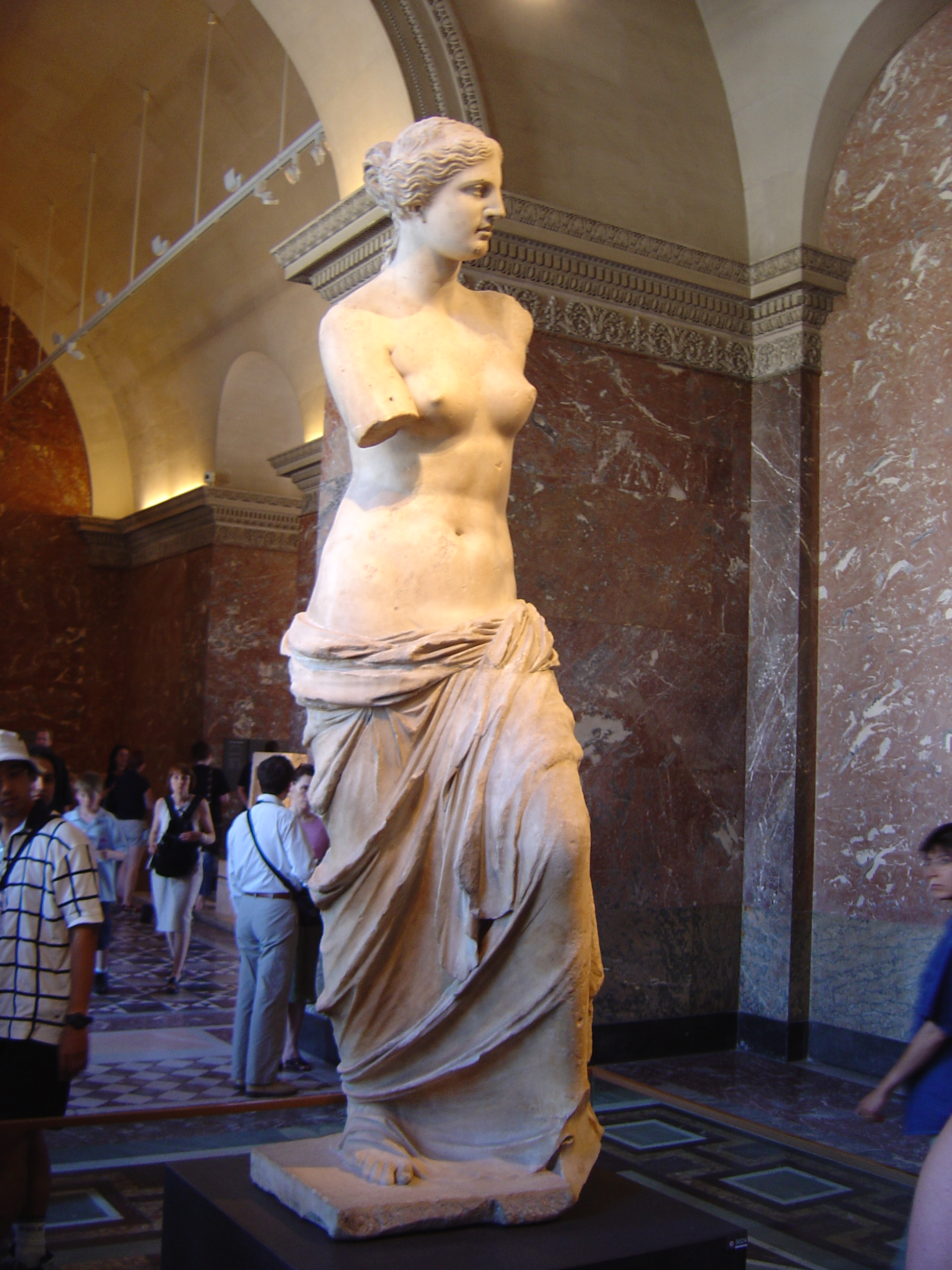
パロス島産大理石で作られた『ミロのヴィーナス』（紀元前100年頃）パリ、ルーヴル美術館

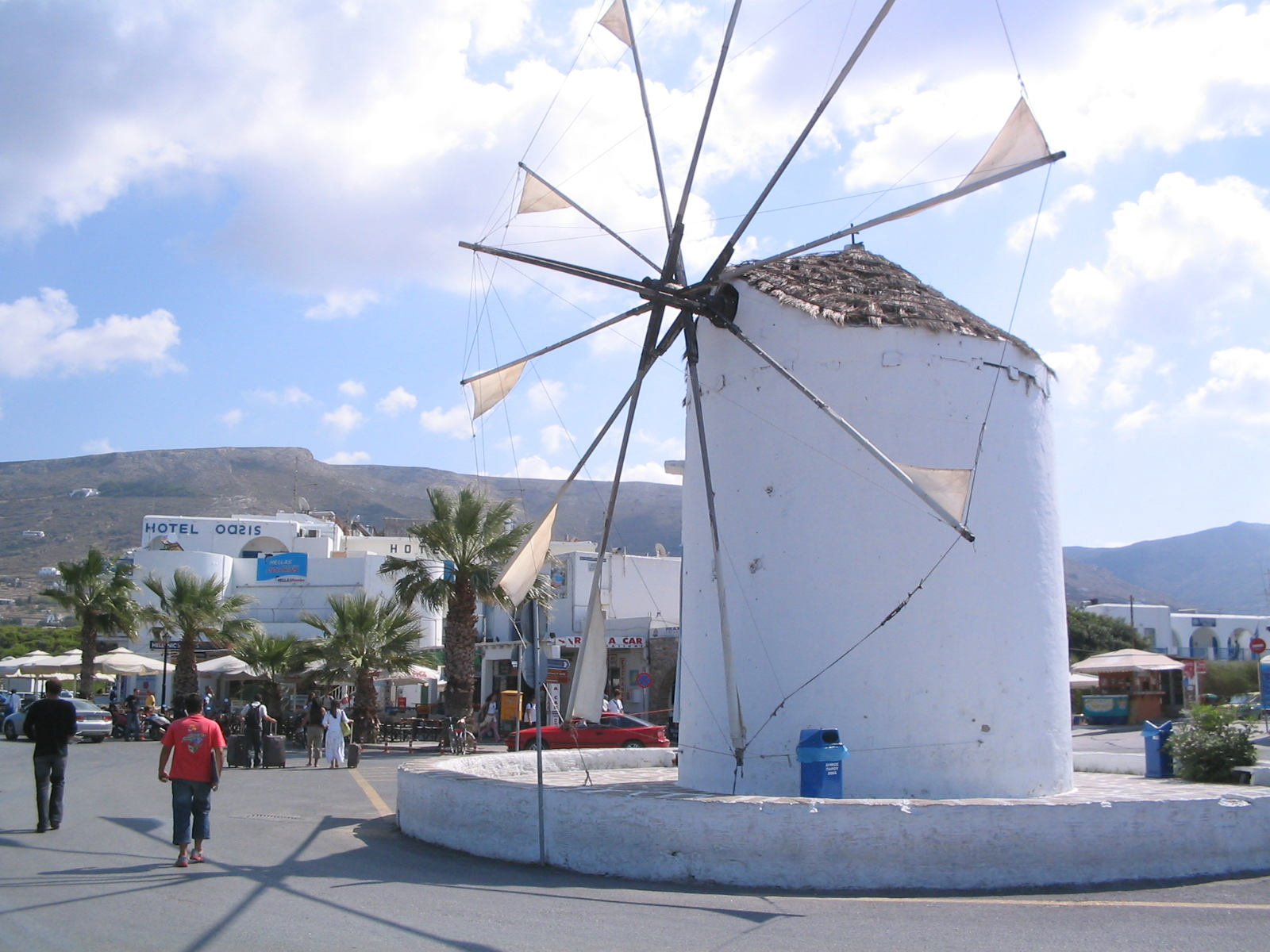
伝統的なキクラデス諸島のデザインの風車（パルキア）

その後、この島にやってきた移民団はアテナイからのイオニア人たちで、彼らは高度な繁栄を遂げていて、パロス島からさらにタソス島やヘレースポントス海峡のParium（en:Parium）に植民団を送った。第15期または第18期オリンピアードに行われたタソス島の植民には、パロス島生まれの詩人アルキロコスも参加したと言われている。遅くとも紀元前385年には、パロス人はファロス（現クロアチアのフヴァル島）のイリュリア人の島に植民地を建設した。
ペルシア戦争の直前、パロス島はナクソス島の属国であったようである。第一次ペルシア戦争が始まると（紀元前490年）、パロス島はペルシアの側につき、支援のためマラトンに三段櫂船を送った。その報復として、アテナイ艦隊はパロス島を包囲し、艦隊の指揮を執るミルティアデスは100タレントの罰金を要求した。しかし、町は必死に抵抗し、アテナイは26日間包囲したものの、実力を発揮することなく、島を去ることを余儀なくされた。ミルティアデスは、島のデーメーテール・テスモポロスの神殿で受けた傷が元で、後に亡くなった。碑文を頼りに、ロスは神殿の遺跡を特定した。それはヘロドトスがほのめかしたように、町の境界線の向こうの低い丘の上にあった。
パロス島は第二次ペルシア戦争（紀元前480年 - 紀元前479年）の時も、ギリシアではなくクセルクセス1世の味方をした。しかし、アルテミシオンの海戦後のキトノス（en:Kythnos）で、パロス人分遣隊は消極的で、戦況を見守るだけだった。ペルシア側についたことで、後に島民たちはアテナイ軍指揮官テミストクレスに罰せられ、重い罰金を要求された。
アテナイ支配の海軍同盟デロス同盟（紀元前477年 - 紀元前404年）の下、パロス島は全島民で高額の貢ぎ物をさせられた。テーベのオリュンピオドロス（en:Olympiodorus of Thebes）の見積もりでは、その額は年30タレントだという。このことは同時に、パロスがエーゲ海の中では裕福な島だったということを意味している。パロス島の憲法についてはほとんど判っていないが、碑文から、評議会主導のアテナイの民主制（en:Athenian democracy）をモデルにしていたようである。紀元前410年、アテナイの将軍テラメネス（en:Theramenes）は寡頭制がパロス島に敷かれているのを見て、それを廃し、民主制を復活させた。パロス島は第二次アテナイ同盟（第二次アテナイ帝国 en:Second Athenian Empire, 紀元前378年 - 紀元前355年）にも加盟させられたが、紀元前357年にキオス島とともにアテナイとの関係を断ち切った。
Aduleの碑文から、おそらくパロス島も含むキクラデス諸島が、古代エジプトを統治するヘレニズム王朝プトレマイオス朝の支配を受けていたことがわかっている（紀元前305年 - 紀元前30年）。それからローマ帝国の一部になり、続いてその後継国家で、ギリシア語が公用語の東ローマ帝国のものとなった。

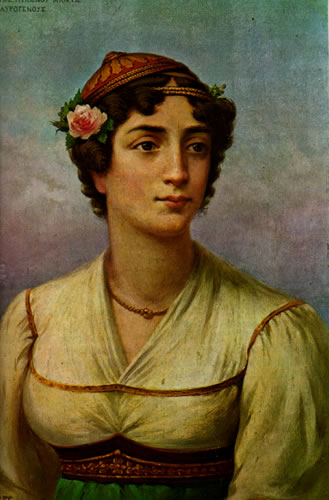
独立戦争のヒロイン
Manto Mavrogenous

### 十字軍
1204年、第4回十字軍兵たちがコンスタンティノポリス（コンスタンティノープル）を落とし、東ローマ帝国を打ち倒した。東ローマ帝国の皇族たちはニカイア帝国を作って、十字軍の猛攻撃を生き延び、コンスタンティノポリスを奪回した（1261年）。しかし、パロス島を含む多くの領土は、十字軍の力の前に永久に失ってしまった。パロス島は、十字軍の後継国家の名ばかりの臣下として、ヴェネツィア人のドージェが支配する、多数のエーゲ海の島々から構成されたレーエン制国家、群島王国（en:Duchy of the Archipelago）に組み込まれた。しかし実際には、この王国はヴェネツィア共和国の属国だった。

### オスマン帝国時代と独立
1537年、パロス島はオスマン帝国に征服され、ギリシャ独立戦争（1821年 - 1829年）までその支配を受け続けた。1832年、コンスタンティノープル条約で、パロス島は新たに独立したギリシャ王国の一部となった。パロス島は6世紀ぶりに同じギリシャ人の統治を受けることになった。当時パロス島には国家主義運動のヒロインManto Mavrogenous（en:Manto Mavrogenous）が住んでいて、彼女は独立戦争の期間中、資金調達に戦闘に貢献した。Ekatontapiliani教会のそばにある彼女の家は現在歴史記念館になっている。

## ランドマーク

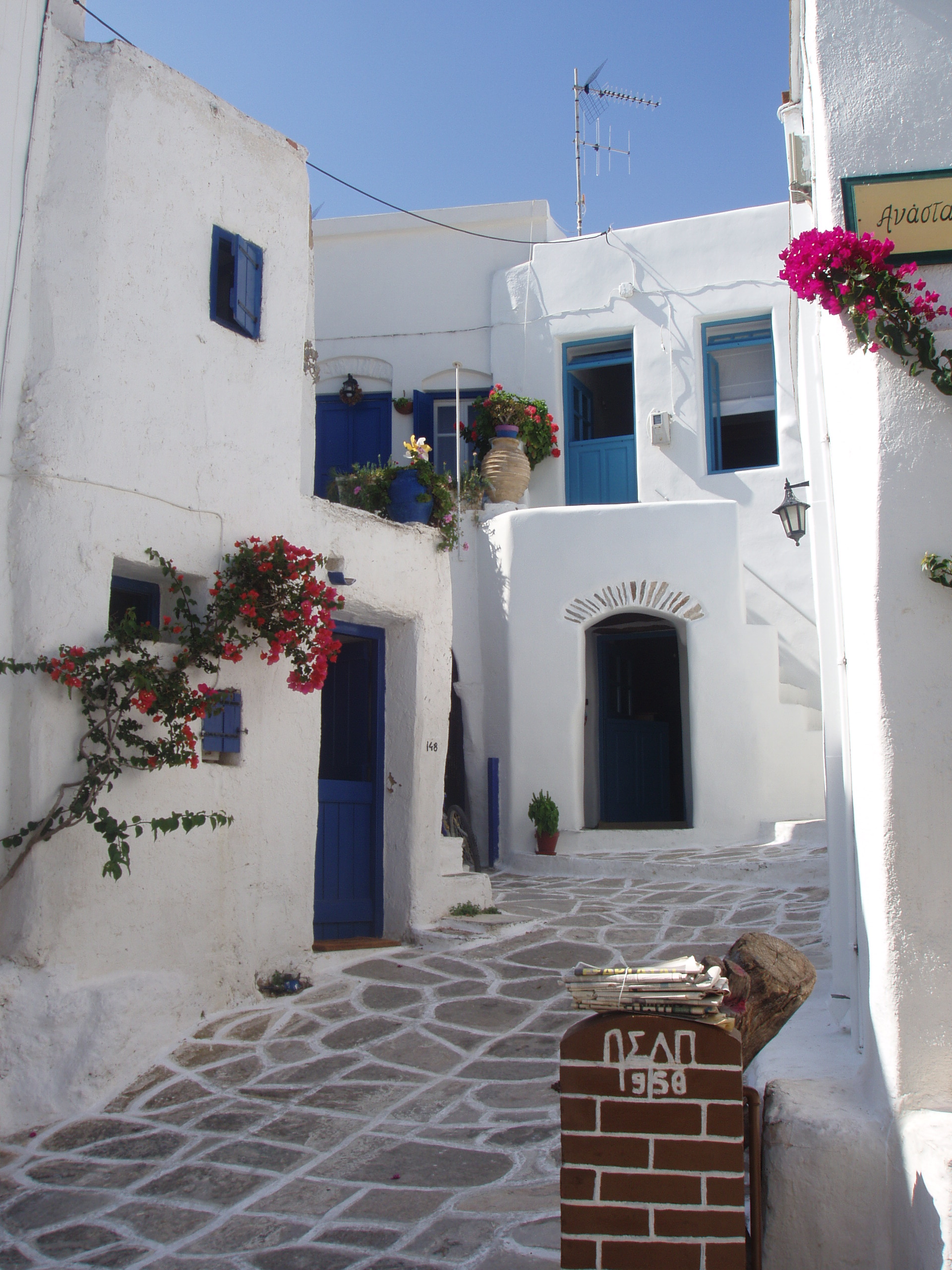
Lefkes村の水漆喰の家々

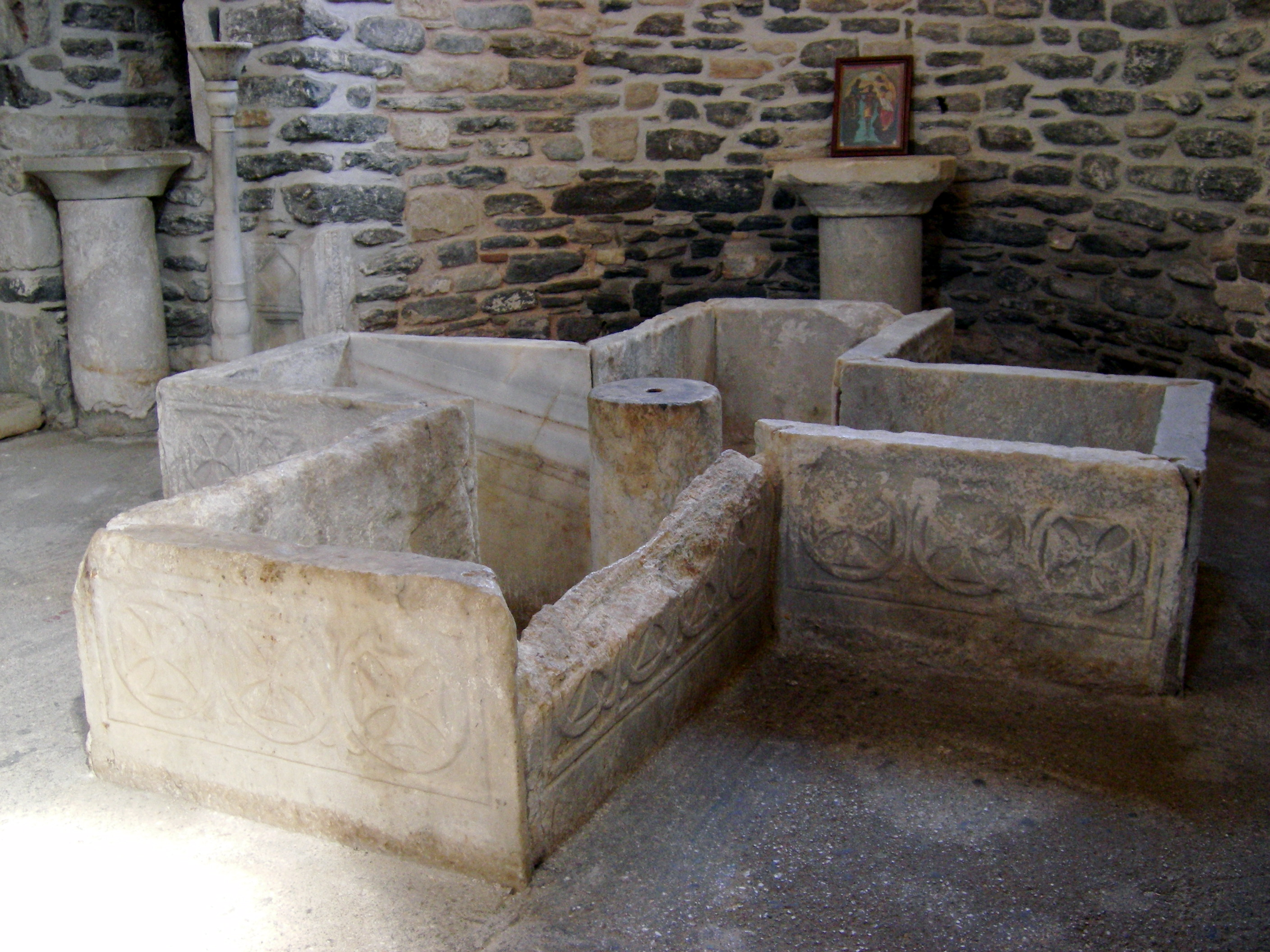
Ekatontapiliani教会の十字形の洗礼盤

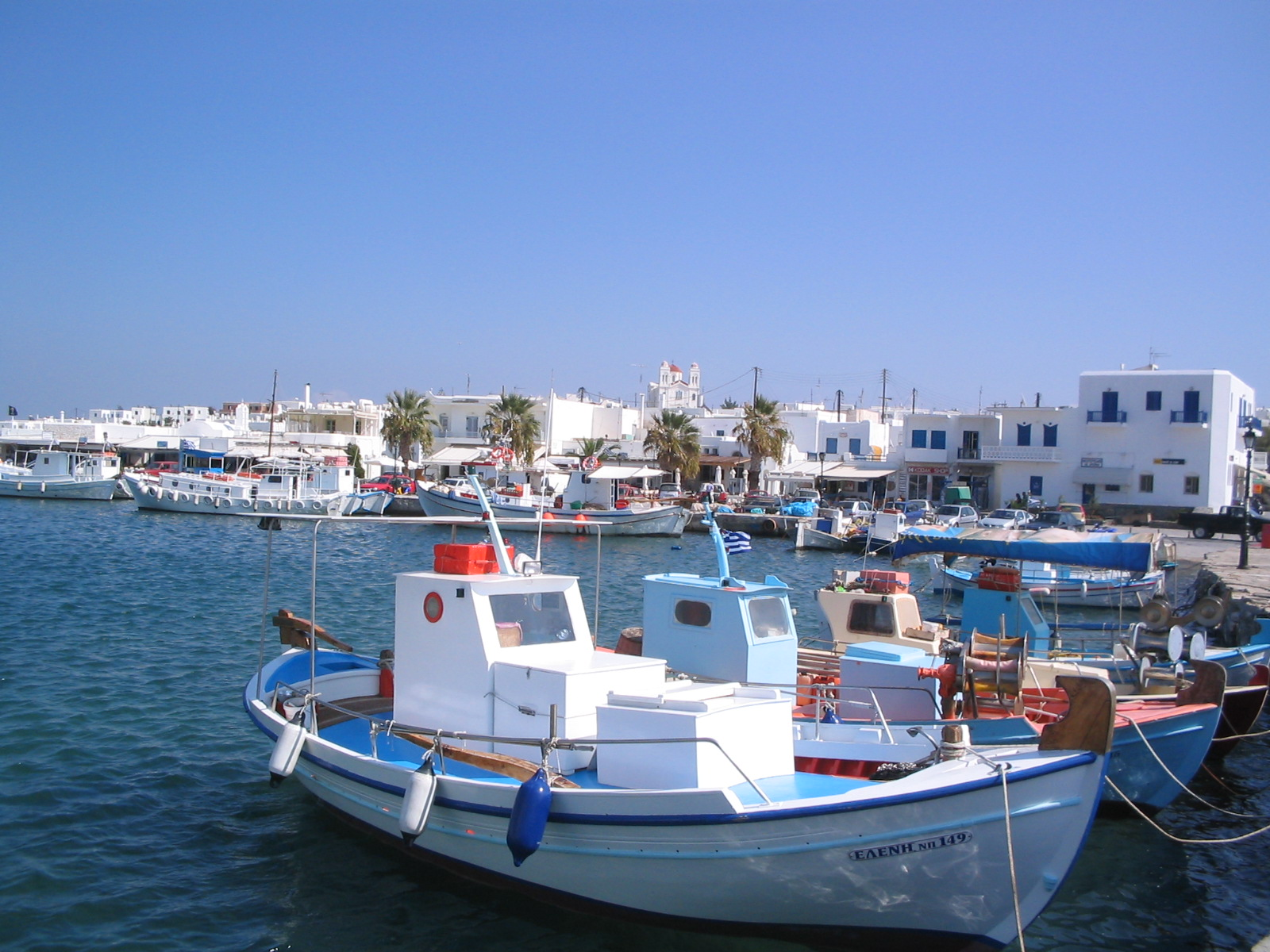
北海岸にあるナウサ村

自治体所在地はパリキア（Parikía, イタリア語：Parechia）で、島の北西海岸の湾にあり、古代パロス島の首都の遺跡がある。パリキア港はエーゲ海諸島のフェリー・双胴船の重要港で、アテネの港ピレウスや、クレタ島のイラクリオン、さらにナクソス島、イオス島、サントリーニ島、ミコノス島といった島々に毎日船が出ている。この港の入口は点在する岩礁群のせいで悪名高く、危険である。最近では、カーフェリーExpress Samina号の難破事故が起きた。2000年9月26日夜のことで、岩礁に乗り上げ、嵐の中沈没したのである。その結果、80人の乗客が命を失った。
パリキアの家々は、平らな屋根、水漆喰の壁、青塗りのドア・窓枠・シャッターという、伝統的なキクラデス様式で建てられている。よく繁った蔓が日陰を作り、オレンジやザクロの庭に囲まれた家々は、町にまるで絵のような、見て楽しい景観を与えている。海沿いの岩の上には、古代の神殿の遺跡だった大理石で建てられた中世の城が残っている。浅浮き彫り（en:Bas-relief）、碑文、柱、等々に古代の痕跡に似た跡がある。南の岩棚の上にはアスクレーピオスを祀った聖域が残っている。そのうえ、モダンな港のすぐそばに古代の墓地を見ることができる。この墓地は考古学とは関係ない発掘で見つかったものである。
パリキアのメインスクエアは町の主要な教会Ekatontapiliani（「100のドアを持つ教会」という意味）である。この古い観光名所はローマ帝国が国家宗教にキリスト教を採用した時（391年）より前のものであることはほぼ間違いない。ローマ皇帝コンスタンティヌス1世（在位306年 - 337年）の母コンスタンティノープルのヘレナ（聖ヘレナ、en:Helena of Constantinople）が、イスラエルの聖地（en:Holy Land）を巡礼した時期に建てたものだと言われている。隣接した2つの礼拝堂があり、1つはかなり初期の様式である。他に十字形の洗礼盤のある洗礼堂もある。
島の北側には、安全で広々とした港を作るナウサ湾（Naoussa or Naussa, またはAgoussa湾）がある。古代にはここは鎖や防材で遮断されていた。もう一つの良港が南東側のドリオス（Drios）にあり、オスマン帝国がこの島を支配している間（1537年 - 1832年）、オスマン艦隊が年に1度の航海の投錨地に利用していた。
Dragoulas、Mármara、Tsipidos の3つの村は島の東側の広々とした平野にある。古代の遺物も多く見つかり、おそらく古代遺跡のものであろう。それらの村はまとめて、ケパロスの急斜面と高い丘にちなんで「ケパロスの村々」と呼ばれている。その丘の頂上にAgios Antonios修道院（大アントニウス en:Anthony the Great）の廃墟がある。その周囲には中世の後半、ヴェネツィア共和国の貴族ヴェニエリ家（en:Marco Venieri）のものだった城がある。ヴェニエリ家は1537年、オスマン軍提督バルバロス・ハイレッディンから勇敢に城を守ったが、結局は徒労に終わってしまった。
白く半透明で、粗いきめと美しい質感を持ったパロス島産大理石（en:Parian marble）は、かつて島の主要な富の源だった。この有名な大理石の採石場は、古代にはMarathi山（それ以降はCapresso山）と呼ばれた山の北側にあり、その少し下には元の聖ミナ女子修道会（en:Saint Mina）がある。パロス島産大理石は紀元前6世紀から輸出されだし、プラクシテレスらギリシアの大彫刻家たちがこぞって使用した。大理石は、岩を水平もしくは下向きの角度で掘った地下の採石場から得られた。採石するのにランプの光が必要だったので、大理石はLychnites（またはLychneus、Lygdos）と名付けられた。ランプを意味する「lychnos」の派生語である。坑道のいくつかは今でも残っている。その1つの入口には、パーンとニュンペーたちを祀った浅浮き彫りがある。現代になって大理石が取れないか、いくつかの試みがなされたが、少しの量も輸出することはできなかった。
パリキアは小さな町だが、考古学博物館にはパロス島の遺跡から見つかったたくさんの遺物のいくつかが収められている。とはいえ、価値のあるものはアテネ国立考古学博物館にある。しかし、パロス博物館には、パロスの年代記（en:Parian Chronicle）の断片がある。これは古代ギリシアの注目すべき年代記で、最も古いもので紀元前1581年から紀元前264年までの間の重要な事件が、時の経過に従って、大理石に刻まれたものである。

## パロス島出身の著名人
- アルキロコス（紀元前680年頃 - 紀元前645年頃）抒情詩人。
- スコパス（紀元前395年頃 - 紀元前350年）彫刻家、建築家。
- トラシュメデス（en:Thrasymedes, 紀元前4世紀）彫刻家。
- レスボスのTheoctiste（en:Theoctiste of Lesbos, 9世紀）世捨て人の聖者。

## 参考資料
- この記事にはアメリカ合衆国内で著作権が消滅した次の百科事典本文を含む: Chisholm, Hugh, ed. (1911). "Paros". Encyclopædia Britannica (英語). Vol. 20 (11th ed.). Cambridge University Press. p. 860-861.
- J.P. de Tournefort Voyage du Levant I.232 seqq. (Lyon, 1717)
- Clarke Travels III (London, 1814)
- Leake Travels in Northern Greece III.84 seqq. (London, 1835)